# Женская сборная Люксембурга по баскетболу 3×3
Женская сборная Люксембурга по баскетболу 3×3 представляет Люксембург на международных соревнованиях по баскетболу 3×3. Управляющим органом является Федерация баскетбола Люксембурга (фр. FLBB - Fédération Luxembourgeoise de Basket Ball).
По состоянию на 11 сентября 2024, женская сборная Люксембурга по баскетболу 3×3 занимает 124-е место в мировом рейтинге ФИБА женских сборных по баскетболу 3×3.

## Результаты выступлений
| Турнир                             | Золото | Серебро | Бронза | Всего |
| ---------------------------------- | ------ | ------- | ------ | ----- |
| Чемпионат Европы по баскетболу 3×3 | —      | —       | —      | —     |
| Итого                              | —      | —       | —      | —     |

### Чемпионат Европы по баскетболу 3x3
| Год            | Место          | Игры           | Победы         | Поражения      | Состав команды                                                 |
| -------------- | -------------- | -------------- | -------------- | -------------- | -------------------------------------------------------------- |
| 2014—2022      | не участвовали | не участвовали | не участвовали | не участвовали | не участвовали                                                 |
| Иерусалим 2023 | 12             | 2              | 0              | 2              | Lisa Jablonowski, Nadia Mossong, Cathy Schmit, Bridget Yoerger |
| 2024—н. в.     | не участвовали | не участвовали | не участвовали | не участвовали | не участвовали                                                 |